# Distrofias de la retina
Las distrofias de la retina son una serie de enfermedades hereditarias de la retina que conducen a la degeneración de las células fotorreceptoras que son los conos y bastones, provocando una pérdida de visión más o menos importante dependiendo del tipo de afección.  La palabra distrofia viene del griego dys, indicación de la dificultad y trophé, nutrición. Dentro de este grupo se encuentran diversas enfermedades, entre ellas la retinosis pigmentaria y la enfermedad de Stargardt.
Aunque la mayor parte de estas enfermedades son hereditarias y no tienen tratamiento, en las últimas décadas los estudios genéticos han dado gran esperanza para que en el futuro sea posible encontrar una terapéutica útil. La metodología de estudio se divide en dos fases: 
- La caracterización del tipo de distrofia mediante un análisis minucioso del fondo del ojo.
- Realizar un estudio genético para averiguar el gen anómalo y el tipo de herencia familiar.

## Tipos de distrofia de retina
- Distrofias con Epitelio Pigmentario Patrón
  - Distrofia macular viteliforme de Best
  - Distrofia macular en alas de mariposa
  - Distrofia reticular de Sjögren
  - Distrofia macrorreticular
  - Distrofia viteliforme del adulto
  - Drusas Dominantes
  - Enfermedad de Stargardt
- Distrofias Focales del Epitelio Pigmentario
  - Distrofia areolar central del epitelio pigmentario
  - Distrofia macular fenestrada
  - Distrofia anular concéntrica benigna
  - Distrofia macular de Carolina del Norte, también llamada Distrofia foveal progresiva dominante de Lefler
  - Distrofia del epitelio pigmentario de Noble-Carr-Siegel
- Alteración de Fotorreceptores
  - Distrofia de conos
  - Degeneración de conos y bastones
- Alteración de la Membrana de Bruch
  - Distrofia macular pseudoinflamatoria de Sorsby
  - Drusas Dominantes

Periféricas
- Defectos Congénitos Progresivos
  - Retinosis pigmentaria
  - Retinitis punctata albescens
  - Amaurosis congénita de Leber
  - Coroideremia
  - Atrofia girata de coroides y retina
  - Distrofia coroidea generalizada
  - Retinosquisis juvenil
  - Degeneración vitreo-retiniana de Wagner
  - Vitreorretinocoroidopatia autosómica dominante
  - Retinopatía pigmentaria atípica con retinosquisis central, de Goldmann-Favre
  - Distrofia cristalina de Bietti
  - Distrofia de células de Müller

- Defectos congénitos estacionarios
  - Hemeralopía congénita esencial
  - Hemeralopía Congénita con miopía
  - Enfermedad de Oguchi
  - Acromatopsia
  - Fundus albipunctatus
  - Retina moteada de Kandori